# Brownie Chasma
Il Brownie Chasma è una struttura geologica della superficie di Ariel.